# Contea di Mizhi
La contea di Mizhi (米脂县S, Mǐzhī XiànP) è una contea della Cina, situata nella provincia dello Shaanxi e amministrata dalla prefettura di Yulin.